# Royal Drottningholm Golf Club
De Royal Drottningholm Golf Club (Zweeds: Kungliga Drottningholms Golfklubb) is een golfclub gelegen op het eiland Lovö in het Mälarmeer, 16 km ten westen van de Zweedse hoofdstad Stockholm.
De club werd in september 1959 geopend door koning Gustaf Adolf VI, die zelf een enthousiast golfer was. Rond 1957 werden de eerste plannen met golfbaanarchitect Rafael Sundblom (1890-1958) gemaakt om een golfbaan aan te leggen. Sundblom overleed voordat de baan klaar was.
De baan heeft sindsdien slechts kleine wijzigingen ondergaan met behulp van de Engelse golfbaanarchitect Ken Cotton. In 2010 zal de hele baan en het clubhuis worden gerenoveerd. Er is een Masterplan gemaakt door golfbaanarchitect Johan Benestam, de voormalige greenkeeper van de club. Hij heeft inmiddels 16 banen in Zweden aangelegd.
De club heeft bijna 1000 leden.

## Toernooien

#### Scandinavian Masters
Het eerste Scandinavian Open is in 1973 op Drottningholm gespeeld. Vanaf 1991 werd het een Masters toernooi, sinds 2008 wordt het toernooi de SAS Masters genoemd.
- 1973:  Bob Charles
- 1976:  Hugh Baiocchi
- 1988:  Severiano Ballesteros
- 1989:  Ronan Rafferty
- 1990:  Craig Stadler
- 1991:  Colin Montgomerie
- 1994:  Vijay Singh

#### Andere evenementen
O.a.
- 1988: Espirito Santo Trophy
- 2007: senior dames Europees Landen Team Kampioenschap, gewonnen door Frankrijk; België eindigde op de 8ste plaats, Nederland op de 11de plaats.

## Trivia
- De Zweedse koning woont in het nabijgelegen Slot Drottningholm.